# NGC 3365
NGC 3365 est une galaxie spirale vue par la tranche et située dans la constellation du Sextant. NGC 3365 a été découverte par l'astronome britannique John Herschel en 1828.

## Caractéristiques
Sa vitesse par rapport au fond diffus cosmologique est de 1 350 ± 26 km/s, ce qui correspond à une distance de Hubble de 19,92 ± 1,44 Mpc (∼65 millions d'al).
À ce jour, 22 mesures non basées sur le décalage vers le rouge (redshift) donnent une distance de 17,500 ± 2,978 Mpc (∼57,1 millions d'al), ce qui est à l'intérieur des valeurs de la distance de Hubble. Puisque cette galaxie est relativement rapprochée du Groupe local, il est probable que cette valeur soit plus près de la distance réelle de NGC 3365. Notons que c'est avec la valeur moyenne des mesures indépendantes, lorsqu'elles existent, que la base de données NASA/IPAC calcule le diamètre d'une galaxie.
La classe de luminosité de NGC 3365 est III-IV et elle présente une large raie HI. De plus, c'est une galaxie du champ, c'est-à-dire qu'elle n'appartient pas à un amas ou un groupe et qu'elle est donc gravitationnellement isolée.